# Stephanolaimus spartinae
Stephanolaimus spartinae är en rundmaskart som beskrevs av Lorenzen 1969. Stephanolaimus spartinae ingår i släktet Stephanolaimus och familjen Leptolaimidae. Arten är reproducerande i Sverige. Inga underarter finns listade i Catalogue of Life.